# Lenda da Inês Negra
"Inês Negra" é uma heroína portuguesa e figura lendária popular do concelho de Melgaço, distrito de Viana do Castelo, no norte de Portugal, cujo nome é associado à vitória dos portugueses contra as forças castelhanas, durante as campanhas de D. João I, Mestre de Avis, contra D. Beatriz de Portugal.

## História

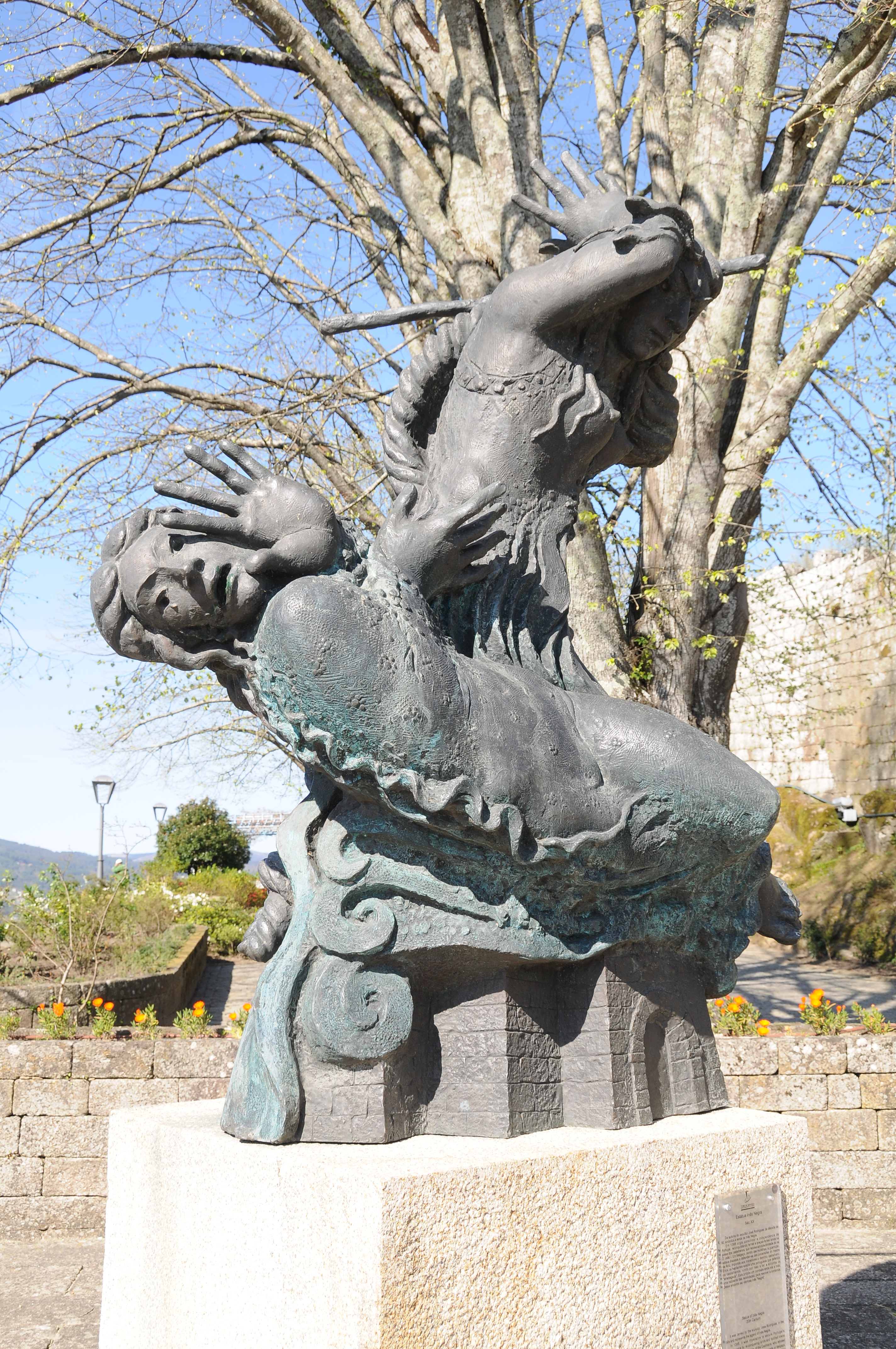
"Inês Negra" por José Rodrigues, Melgaço, Portugal.

No contexto da crise de sucessão de 1383-1385, ainda em princípios de 1387, algumas terras e praças-fortes do Reino de Portugal mantinham-se fiéis a D. Beatriz de Portugal, esposa do rei João I de Castela e única filha legítima do rei D. Fernando I de Portugal e de sua mulher, a rainha D. Leonor Teles, ameaçando a independência portuguesa que ficaria sob o comando do Reino de Castela. Nessa qualidade, Melgaço e seu castelo, que haviam tomado a mesma posição, sofreram sucessivos ataques pelas forças militares que estavam sob o comando do então pretendente ao trono João I de Portugal (1385-1433), conhecido como Mestre de Avis. A campanha durou 53 dias e caracterizou-se por um apertado cerco, seguindo-se uma série de assaltos e escaramuças, onde se defrontaram a nobreza, apoiante dos castelhanos, encastelada na cerca da vila, dominada pelo castelo e a sua torre de menagem, e as classes populares, além dos muros, no chamado "arraial" militar, partidários de D. João de Avis. Após vários ataques, com várias perdas humanas em ambos os exércitos e escassez de água dentro das muralhas, em meados de Março, D. João I finalmente mandou o Prior do Hospital falar com o alcaide rival, Álvaro Paes de Souto Maior, e seu capitão, Diogo Preto Eximeno, exigindo a devolução da Praça de Melgaço, sem que mais sangue fosse derramado. Como acordado, os ocupantes teriam um dia para abandonar o castelo, levando apenas a roupa que traziam no corpo. A alcaidaria do castelo foi entregue a João Rodrigues de Sá, conhecido como o das Galés, partindo então o rei para Monção, onde se encontrava a sua esposa, D. Filipa de Lencastre.
Durante este período nasceu a lenda de uma heroína minhota, de nome Inês Negra.

### Crónicas Históricas

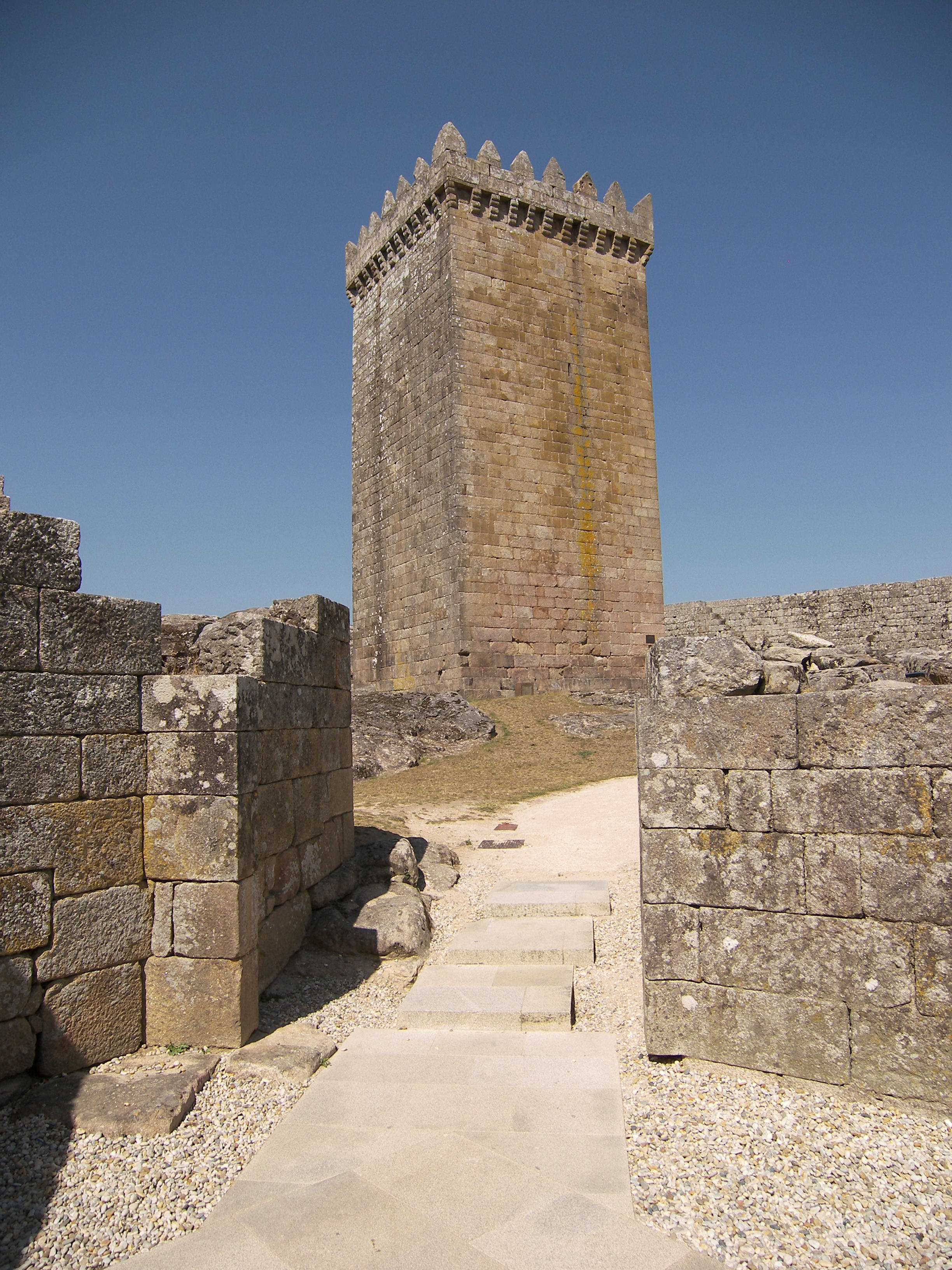
Torre do Castelo de Melgaço

#### Crónica del Rey  D. João I, por Fernão Lopes (c. 1443)
Um episódio, símbolo desse confronto, chamou a atenção do cronista Fernão Lopes que em sua crónica coeva registou que, certo dia, durante o cerco a Melgaço, "escaramuçaram duas mulheres bravas, uma da vila e outra do arraial, e andaram ambas aos cabelos e venceu a do arraial". (Fernão Lopes, Crónica de D. João I, 1443).

#### Crónicas del Rey D. João de gloriosa memória, o I deste nome, por Duarte Nunes de Leão (c. 1643)
Posteriormente, outro cronista - Duarte Nunes de Leão - coloriu esta história com detalhes literários na sua pena, afirmando que a mulher do arraial, que combateu vestida de soldado e de arma na mão por Portugal, era conhecida como "Inês Negra".

### Outras Publicações

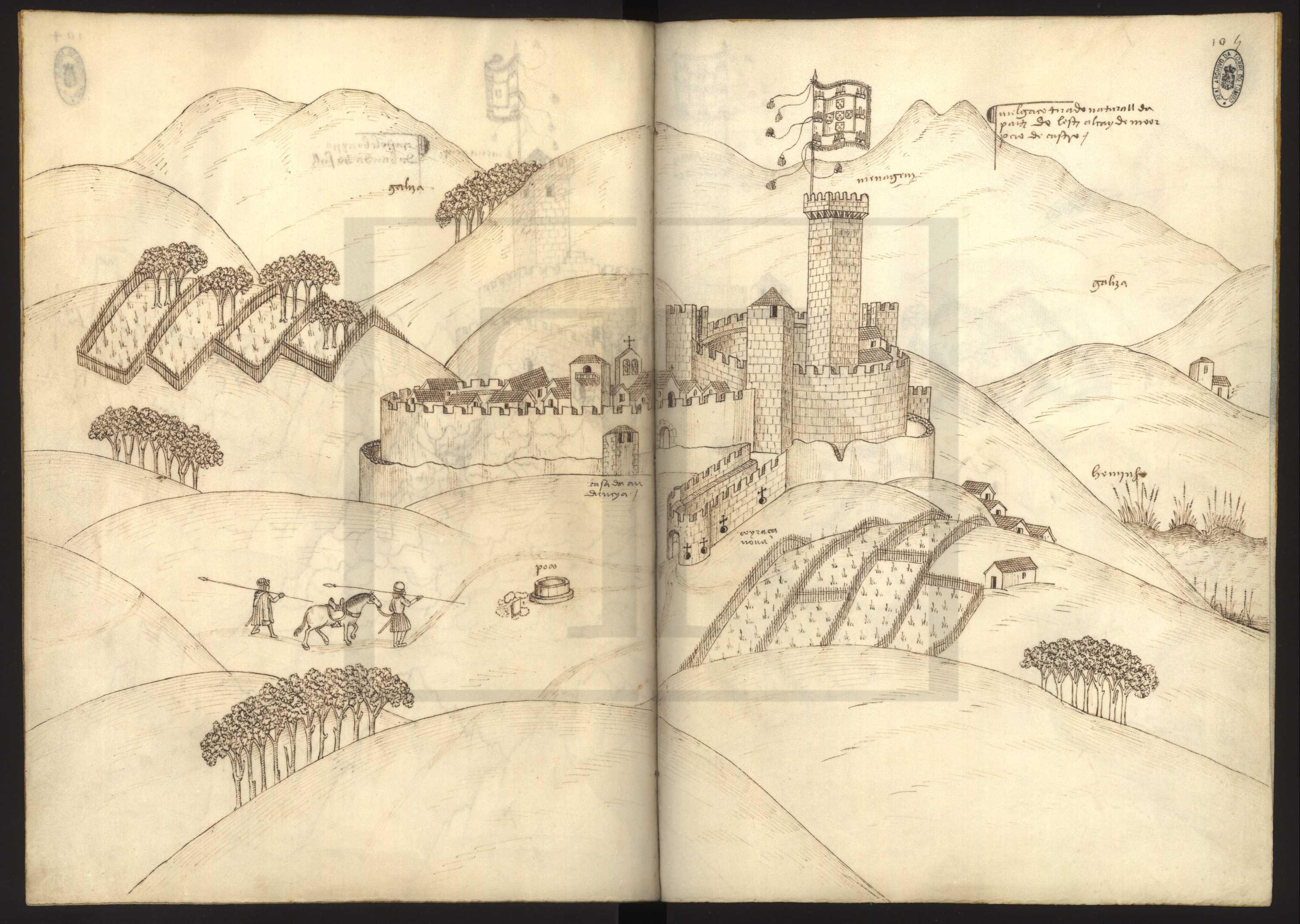
Gravura das muralhas e do Castelo de Melgaço no "Livro das Fortalezas" de Duarte de Armas, executado em 1509-1510 por ordem de Manuel I de Portugal (1495-1521).

Ao longo dos séculos, a lenda de Inês Negra continuou a ser contada, sobretudo através da tradição oral, onde os pormenores variavam de contador para contador, sendo muito raros os exemplares escritos ou publicados desta lenda, anteriores ao século XX. Entre os poucos exemplares literários do início do século XX, a lenda é retratada na obra "Neves de Antanho" (1919) de António Maria José de Melo César e Meneses e as "Heroínas de guerra: resenha sucinta dalgumas mulheres que foram soldados" (1941) do historiador e escritor João Paulo Freire, contudo a mais conhecida das versões foi publicada a 18 de Outubro de 1927, pelo escritor, médico e diplomata Júlio Dantas no jornal brasileiro Correio da Manhã, onde colaborava frequentemente.

#### A Lenda de Inês Negra, segundo Júlio Dantas (c. 1927)
Em Janeiro de 1388, o exército do Mestre de Avis apertava o cerco até às muralhas da vila, enquanto no arraial, em volta de fogueiras, ouviam-se mulheres a cantar e bailar ao som de gaitas e adufes. Entre essas mulheres, encontrava-se Inês Negra, uma boieira com "vinte anos robustos, pequena de corpo, roliça de braços, pele trigueira acobreada do sol, olhos negros e pestanudos", que certo dia, apareceu vestida de armas, querendo acompanhar as hostes de D. João I. Quando a notícia chegou ao interior das muralhas, uma mulher de cabelos ruivos, alta e esbelta, pactuante com os castelhanos, gritou que se o alcaide-mor a deixasse, resolveria o assunto num combate de mulher para mulher, fora das barbacãs, visto que "para três como a Inês Negra, bastava ela", e assim decidiriam quem ali deveria viver, "se Castela, se Portugal". O nome desta mulher não figuraria nas crónicas, ficando apenas conhecida como "Arrenegada". Com o consentimento de ambas as partes, ficou assente que o combate se realizaria no dia seguinte, a meia distância entre o arraial e o castelo, devendo as duas mulheres estar armadas com cotas de malha, espada e broquel, abrindo-se tréguas entre os sitiantes e os sitiados para assistir ao confronto.
De manhã, ao soar o sino da torre, as duas mulheres marcharam em direcção a uma pequena clareira, uma saindo da porta oeste do castelo, a outra da multidão do arraial, por entre cânticos a apoiar Portugal ou Castela. Inês Negra trazia no loudel a cruz vermelha de São Jorge e Arrenegada, na sobre-cota, um falcão prateado de Castela. Nenhuma tinha alguma vez manejado uma espada. Chegadas ao local designado, soaram as trombetas e começou o combate. A Arrenegada começou a dominar a luta, descarregando violentos e sucessivos golpes na pequena Inês Negra, que os aparava por instinto com o seu escudo, esquivando-se de seguida. Devido à violência do seu ataque e aos constantes bloqueios da sua inimiga, pouco depois, a guerreira ruiva começou a cansar-se e após um último golpe mal sucedido caiu na terra, perdendo o capelo de ferro da cabeça e a espada das mãos. Pensando que era o seu fim, olhou para Inês que se aproximou de espada em riste, quando esta lançou fora a espada que mal usara, arremessou o escudo para os pés da adversária e após um curto compasse de espera, atirou-se à outra. O combate de guerreiras tornou-se numa luta selvática, onde tanto uma como a outra ganhavam e perdiam terreno enquanto rolavam abraçadas e ensanguentadas na arena, entre socos, pontapés, puxões de cabelos, dentadas e unhadas. Desgastadas e após algum tempo, Arrenegada encontrava-se descabelada e coberta de sangue. Lentamente, tentou levantar-se, mas sofreu um novo embate e começou a cambalear, acabando por cair inanimada, de braços estendidos, na terra. Aclamou-se a vencedora, Inês Negra, enquanto a vencida era transportada em braços para o castelo.
"Inês Negra, os olhos brilhantes, os cabelos ao vento, as mãos tintas de sangue, era levada em triunfo para o arraial, sentada sobre os seu próprio escudo, aos ombros de quatro besteiros, e gritava para o rei, que viera recebê-la, à frente de todo o povo: - A eles, senhor rei, que o castelo é de vossa mercê amanhã!"
E assim foi, que no dia seguinte, o castelo de Melgaço entregou-se, sem mais resistência às forças de D. João I de Portugal.

#### Outras Versões de Tradição Oral
Transmitida essencialmente por tradição oral, outra versão contam que sendo uma mulher do povo, fiel à causa da independência de Portugal, ao saber que as cortes apoiavam a causa castelhana, Inês Negra abandonou o castelo para se juntar às tropas que se aproximavam. Certo dia, após vários ataques e muito sangue derramado, do alto das muralhas, Arrenegada (ou ainda apenas "Renegada" em algumas versões), que vigiava as hostes inimigas, viu Inês entre o arraial. Arqui-inimigas de longa data, desafiou-a a lutar, de mulher para mulher, acabando de uma vez por todas com o cerco. Inês aceitou prontamente e começou o confronto entre as duas. A meio da luta, a guerreira por Castela, conseguiu retirar a espada das mãos de Inês Negra, que de seguida agarrou uma forquilha das mãos de um camponês e continuou a lutar. Passado tempo, as duas resolveram largar as armas e atiraram-se uma à outra, transformando o combate numa escaramuça. Entre murros, pontapés e puxões de cabelos, Inês, que outrora estava numa posição menos favorável, inverteu a situação, desferindo vários golpes na sua rival, que assustada e gravemente ferida fugiu para o castelo. Devido à fuga da sua adversária, Inês Negra venceu o combate, obrigando os castelhanos e portugueses "traidores" a abandonarem Melgaço no dia seguinte. Como recompensa pelo enorme feito, D. João I perguntou à heroína o que esta desejaria, ao que ela apenas respondeu que estava plenamente recompensada pela sova que tinha dado à sua rival.
Um outro desfecho, revelada que após a fuga da Arrenegada para o interior do castelo, esta teria sido morta pela multidão apoiante de D. Beatriz, enraivecida pela sua derrota, com um punhal cravado no coração. Após, enquanto o exército português festejava a vitória de Inês, os apoiantes de Castela começaram lentamente a se render, sendo no entanto obrigados a sair do castelo completamente desnudados, para escárnio do arraial.

## Teatro
Na literatura, para além das variadas versões da lenda publicadas em livros de pequenos contos ou folclore português, foi escrita a peça de teatro "O Dia de Inês Negra", pelo jornalista e autor José Jorge Letria, no ano de 1995, que serviu de base, para durante vários anos, se realizar uma reconstituição histórica produzida pela Companhia de Teatro do Noroeste, dirigida por José Martins, no Castelo de Melgaço e Torre de Menagem, durante o mês de Agosto.

## Cinema e Televisão
Em 2023 foi emitida pela RTP a série de televisão Lusitânia, uma antologia de histórias de fantasia e aventura, tendo como base várias lendas inspiradas no folclore português. O primeiro episódio, Inês Negra - “Quem desafia o Rei, deseja a morte”, com realização de Frederico Serra, argumento de Nuno Soler e com Maria Leite e Joana Ribeiro no elenco principal, recebeu críticas mistas do público, tendo dividido opinões, sobretudo em Melgaço, devido à adulteração de diversos elementos na sua narrativa.

## Homenagens
Actualmente, a lenda da heroína portuguesa é recordada diante de uma das portas da cerca da antiga vila medieval, em Melgaço, por uma estátua evocativa e figurativa, em bronze sobre pedestal de granito, realizada pelo escultor José Rodrigues. Inaugurada a 10 de Junho de 1995, é um marco na localidade minhota.
Na área da toponímia, o seu nome foi atribuído à principal alameda no centro histórico da vila de Melgaço, próximo de uma das muralhas principais do castelo, onde terá ocorrido a batalha.